# Black or White
〈Black or White〉는 미국의 싱어송라이터 마이클 잭슨의 싱글이다. 이 곡은 1991년 11월 11일 에픽 레코드에 의해 그의 여덟 번째 정규 음반인 《Dangerous》의 첫 번째 싱글로 발매되었다. 그는 빌 보트렐과 함께 이 곡을 공동 작사, 작곡, 프로듀싱했다. 이 곡은 팝 록, 댄스, 힙합이 융합된 곡이다. 에픽 레코드는 이 노래를 "인종적 조화를 소재로 한 로큰롤 댄스곡"이라고 표현했다.
〈Black or White〉는 1991년 12월 7일 빌보드 핫 100에서 1위를 차지하며 비틀즈의 〈Get Back〉 이후 가장 빠른 차트 1위를 차지했다. 그것은 총 7주 동안 그곳에 머물렀다. 잭슨은 이 곡으로 1970년대, 1980년대, 1990년대에 1위를 차지한 최초의 아티스트가 되었다. 미국 음반 산업 협회로부터 2배 플래티넘 인증을 받았다. 〈Black or White〉는 미국, 영국, 캐나다, 멕시코, 쿠바, 터키, 짐바브웨, 호주, 뉴질랜드, 벨기에, 덴마크, 핀란드, 프랑스, 아일랜드, 이스라엘, 이탈리아, 노르웨이, 스페인, 스웨덴, 스위스, 유로차트 100에서 1위를 기록했다. 이 음반은 1992년 전 세계에서 가장 많이 팔린 싱글이다.
〈Black or White〉의 뮤직 비디오는 MTV, BET, VH1, 폭스에서 초연되었으며, 이 뮤직 비디오는 1991년 11월 14일 영국 BBC의 《탑 오브 더 팝스》와 함께 당시 최고 시청률을 기록했다. 이 비디오는 이전에 《Thriller》 감독을 맡았던 존 랜디스가 감독했다. 잭슨과 빈센트 패터슨이 공동 안무를 맡았다. 27개국에서 동시 초연되었으며, 뮤직 비디오로는 역대 최다인 5억 명의 관객을 동원하였다.

## 배경
〈Black or White〉는 마이클 잭슨과 빌 보트렐이 작사, 작곡, 프로듀싱했으며, 《Dangerous》의 첫 번째 싱글로 선정되었다. 소니 경영진이 네버랜드로 가는 비행기 여행에서 홍보용 CD 아세테이트의 세 번째 트랙으로 얼터너티브 버전을 처음 들었다. 1991년 11월 첫째 주 뉴욕과 로스앤젤레스에서 라디오 방송국에서 홍보하기 시작했다. 〈Black or White〉는 일주일 후인 1991년 11월 5일에 공식 발매되었다.

## 구성
이 곡은 빌 보트렐의 기타와 잭슨의 보컬 스타일과 같은 댄스, 힙합, 하드 록 음악의 요소들을 가지고 있다. 이 곡은 마지막에 E장조, F장조, 다시 A♭장조로 변조된 곡으로 잭슨의 보컬은 E3에서 E♭6까지이며, 박자는 115BPM으로 측정된다.
빌 보트렐이 연주한 이 곡의 메인 리프는 종종 건즈 앤 로지스의 기타리스트 슬래시에게 잘못 귀속된다. 슬래시의 기타 연주는 실제로 이 곡의 음반 버전에 선행되는 촌극에서 들리고 그는 이 곡의 라이브 공연에서 메인 리프를 연주했다.

## 문화적 영향
1991년 위어드 알 얀코빅은 〈Black or White〉를 패러디한 〈Snack All Night〉를 녹음했지만 공개되지 않았다. 잭슨은 오랫동안 얀코빅의 작품을 지지했고 과거 패러디를 승인했지만 얀코빅의 메시지 때문에 〈Black or White〉의 패러디를 승인하는 것을 꺼린다고 말했다. 얀코빅은 잭슨이 패러디를 거부한 것이 결국 최고를 위한 것이었다고 믿고 있는데, 이는 잭슨이 그의 가장 큰 히트곡 중 하나인 〈Smells Like Nirvana〉의 다음 음반에서 곡의 질과 여백에 만족하지 않았기 때문이다. 다른 패러디들과 마찬가지로 얀코빅은 콘서트 기간 동안 〈Snack All Night〉를 공연했다.

## 곡 목록

### 7인치: 에픽 / 657598 7 (영국)
Side one
1. "Black or White" (Single Version) – 3:22

Side two
1. "Black or White" (Instrumental) – 3:22

### 7인치: 에픽 / 34-74100 (미국)
Side one
1. "Black or White" (Single Version) – 3:22

Side two
1. "Black or White" (Instrumental) – 3:22

### 12인치: 에픽 / 657598 6 (영국)
Side one
1. "Black or White" - 3:22
2. "Bad" - 4:04

Side two
1. "Black or White (Instrumental)" - 3:22
2. "Thriller" - 5:57

### 리미티드 에디션 12인치: 에픽 / 49 74099 (미국)
Side one
1. "Black or White" (The Clivilles & Cole House/Club Mix) – 7:33
2. "Black or White" (The Clivilles & Cole House/Dub Mix) – 6:27

Side two
1. "Black or White" (House with Guitar Radio Mix) – 3:53
2. "Black or White" (Single Version) – 3:22
3. "Black or White" (Instrumental) – 3:22
4. "Black or White" (Tribal Beats) – 3:34

### CD: 에픽 / 657598 2 (영국)
1. "Black or White" (single version) – 3:22
2. "Black or White" (instrumental) – 3:22
3. "Smooth Criminal" - 4:16

### CD: 에픽 / 34K 74100 (미국)
1. "Black or White" (Single Version) – 3:22
2. "Black or White" (Instrumental) – 3:22

### 영국 프로모 VHS (PAL)
1. "Black or White" (Domestic Version) (Music Video) - 11:00

## 인증
| 국가                                                                                         | 인증        | 판매량/출하량 |
| -------------------------------------------------------------------------------------------- | ----------- | ------------- |
| 오스트레일리아 (ARIA)                                                                        | 2× 플래티넘 | 140,000^      |
| 캐나다 (뮤직 캐나다)                                                                         | 골드        | 50,000^       |
| 덴마크 (IFPI Danmark)                                                                        | 골드        | 45,000        |
| 프랑스 (SNEP)                                                                                | 실버        | 125,000*      |
| 독일 (BVMI)                                                                                  | 골드        | 250,000^      |
| 일본 (RIAJ)                                                                                  | 골드        | 100,000*      |
| 뉴질랜드 (RMNZ)                                                                              | 플래티넘    | 10,000*       |
| 영국 (BPI) physical                                                                          | 실버        | 200,000^      |
| 영국 (BPI) digital                                                                           | 골드        | 400,000       |
| 미국 (RIAA)                                                                                  | 2× 플래티넘 | 2,000,000     |
| *판매량을 기반으로 한 인증 · ^출하량을 기반으로 한 인증 · 판매량+스트리밍을 기반으로 한 인증 |             |               |